# Ningal
Ningal o Nigal, "la gran señora", "la gran dama" o "la gran reina", en la mitología mesopotámica (acadia, sumeria y babilonia), era una diosa de las cañas y diosa lunar, por lo que se la representaba con un creciente lunar.
Aparece primero en la mitología sumeria como hija de Enki y Ningikuga. Fue consorte de Nannar, el dios lunar con quien tuvo dos hijos, Shamash (Utu para los sumerios) e Ishtar (Inanna en mitología sumeria) formando con ellos una triada astral babilónica.
Probablemente en los inicios fue adorada por pastores de ganado vacuno que vivían en los pantanos del sur de Mesopotamia, cerca de la ciudad de Ur, donde se la rindió culto en el templo de Egipar (Egishnugal), lo mismo que en Harrán. Por ello, Ningal, es considerada como una diosa vaca, que junto a su esposo Nannar, como toro, tendrán su importancia en los rituales sagrados de la hierogamia, que propiciará la fertilidad.
Ningal está presente en las Lamentaciones por la destrucción de Ur, escritas en el II milenio a. C. Como protectora de Ur, implora ante Enlil para que impida que los annunaki inunden su ciudad.
Ningal fue asimilada por la mitología semita, por lo general bajo el nombre de Nikkal. Como tal, fue acogida por los hurritas y fue venerada entre los hititas y está representada en el santuario de roca hitita de Yazılıkaya.

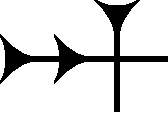
nombre divino determinante
Cuneiforme  NIN signo ("señora")
signo cuneiforme GAL ("grande")